# 水位增四
水位增四（雙子座81），又名BD+18 1733，HD 62721、SAO 97221、HR 3003，是雙子座的一颗恒星，视星等为4.88，位于銀經201.86，銀緯20.14，其B1900.0坐标为赤經7h 40m 20s，赤緯+18° 20.14′ 15″。